# 夢みる力
『夢みる力』（ゆめみるちから）は、2011年9月14日に発売された谷山浩子の33作目のアルバムである。

## 解説
前作『タマで弾き語り』から3年ぶりのアルバム。スタジオレコーディングの『フィンランドはどこですか?』から数えると4年ぶりとなる。アルバムの題名にある「夢」は目標などの意味ではなく、睡眠時に見る夢を意味するという。
手嶌葵が歌うスタジオジブリのアニメ映画『コクリコ坂から』の挿入歌をはじめ、豊崎愛生、持田香織、斉藤由貴らに提供した曲のセルフカバーを中心としている。同じく『コクリコ坂から』の挿入歌である『朝ごはんの歌』のセルフカバーの収録が検討されたが、最終的に収録は見送られた。
ジャケットは、谷山自身の2、3歳の頃の写真である。谷山は当時、千葉県八日市場市にある母方の祖父母の家 (家畜用飼料問屋を営んでいた) に預けられていた。谷山は覚えていないものの、おそらく何かに怒り強情になって家の外で座り込んでいるときの写真だろうと語っている。アルバムの題名はこの写真からイメージしたものだという。
「さよならDINO」は、絶滅した恐竜との対話を描いた曲である。歌詞に「鏡文字」という言葉が出てくるが、これは谷山によれば、子供の頃に本の文字を書き写して文字を覚えようとして、なぜか鏡写しに文字を書いていたというエピソードに由来するという。「NANUK」はPV集『うたのえほん』(DVD) に収録。北極の動物に関する映像に触発されて制作された。

## 収録曲
1. さよならDINO
作詞・作曲：谷山浩子、編曲：石井AQ
2. KARA-KURI-DOLL 〜Wendy Dewのありふれた失恋〜
作詞・作曲：谷山浩子、編曲：石井AQ
豊崎愛生への提供曲
3. のらねこ
作詞：谷山浩子、作曲：亀井登志夫、編曲：石井AQ
斉藤由貴への提供曲。サイドボーカルは本作のディレクターの岡田純が担当した[3]。
4. NANUK
作詞・作曲：谷山浩子、編曲：石井AQ
5. 何かが空を飛んでくる
作詞・作曲：谷山浩子、編曲：石井AQ
豊崎愛生への提供曲。相曽晴日、岩男潤子、伊藤サチコがコーラスで参加した。
6. SHADOWLESS
作詞・作曲：谷山浩子、編曲：石井AQ
今井麻美への提供曲
7. おうちでかくれんぼ
作詞・作曲：谷山浩子、編曲：石井AQ
斉藤由貴への提供曲
8. 初恋の頃
作詞：宮崎吾朗、作曲：谷山浩子、編曲：石井AQ
手嶌葵への提供曲。アニメ映画『コクリコ坂から』の挿入歌。
9. わたし帽子
作詞・作曲：谷山浩子、編曲：石井AQ
10. 夢みる力
作詞・作曲：谷山浩子、編曲：石井AQ
11. きみのともだち
作詞：持田香織、作曲：谷山浩子、編曲：石井AQ
持田香織への提供曲